# Mount Redoubt
Mount Redoubt, eller Redoubt Volcano, är en aktiv vulkan och är den högsta toppen i Aleutian range på Alaskahalvön i Alaska. Den är belägen i Chigmit mountains som är en mindre del av Aleutian range, väster om Cook Inlet, ungefär 180 km sydväst om Anchorage, Alaska.
Mount Redoubt har fått utbrott senast år 1902, 1966, 1989-1990 och 2009. Vid utbrottet 1989-1990 slungades vulkanisk aska upp i atmosfären till en höjd av 14 kilometer där den ställde till med problem för en Boeing 747 från KLM som råkade flyga in i askmolnet (planet lyckades landa i Anchorage utan missöden). När utbrottet var över täckte aska en yta av ungefär 20 000 km².
Berget är inte nämnvärt brant men det är en massiv vulkan som reser sig drygt 2 700 meter över de omkringliggande dalarna. 

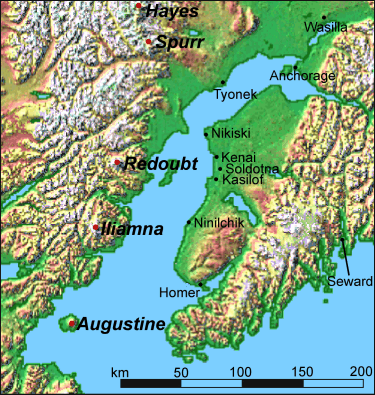
Karta över vulkaner i Alaska.
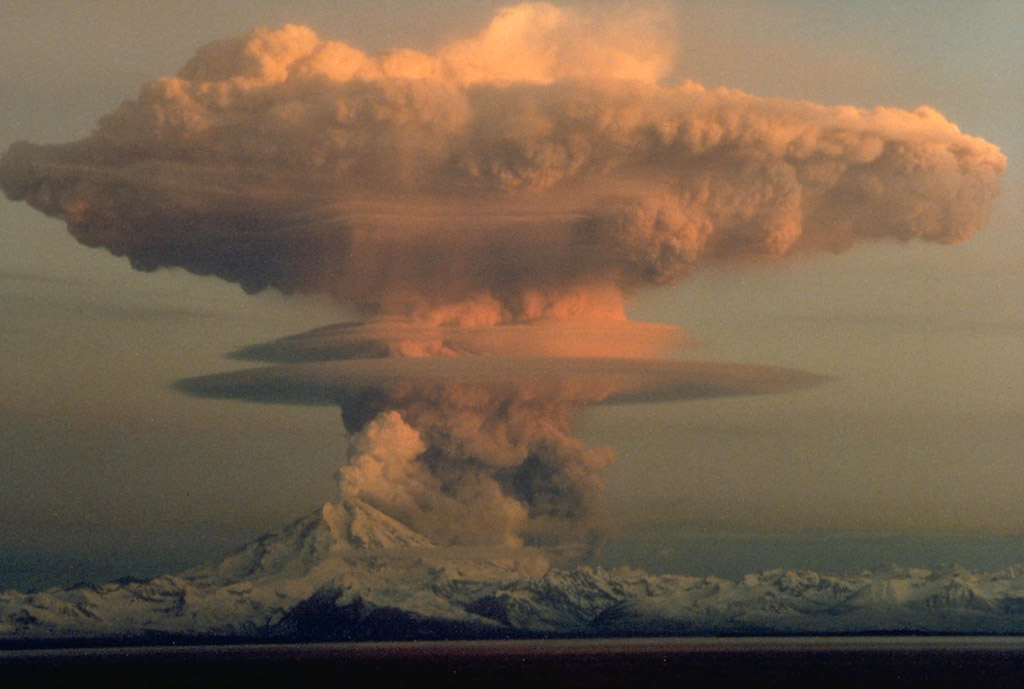
Askmolnet från det senaste utbrottet sett mot väster.